# Dypsis pulchella
Dypsis pulchella – gatunek palmy z rzędu arekowców (Arecales). Występuje endemicznie na Madagaskarze, w prowincji Toamasina. Znane są tylko 2-5 jego naturalne stanowiska. Prawdopodobnie jest gatunkiem wymarłym, ponieważ żaden jego okaz nie był widziany od ponad 70 lat.
Rośnie w bioklimacie wilgotnym. Występuje na wysokości do 1000 m n.p.m.